# Pamotan (Kalipucang)
Pamotan is een bestuurslaag in het regentschap Ciamis van de provincie West-Java, Indonesië. Pamotan telt 3691 inwoners (volkstelling 2010).